# مینی ئی
مینی ای (Mini E) خودرویی است که در سال‌های ۲۰۰۹ تا در آکسفورد و انگلند تولید شده‌است.
این خودرو در کلاس خودرو کامپکت قرار گرفته، طراحی آن خودروهای موتور جلو-محور جلو بوده طول آن در حالت طبیعی ۱۴۶٫۲ اینچ (۳٬۷۱۳ میلیمتر) و عرض آن در حالت طبیعی ۶۶٫۳ اینچ (۱٬۶۸۴ میلیمتر) و ارتفاع آن در حالت طبیعی ۵۵٫۴ اینچ (۱٬۴۰۷ میلیمتر) است. سیستم جعبه‌دندهٔ آن ۱ دنده است.